# Pascal Angan
Pascal Angan (Odienné, 19 de abril de 1986) é um futebolista beninense que atua como meia.

## Carreira
Pascal Angan representou o elenco da Seleção Beninense de Futebol no Campeonato Africano das Nações de 2010.